# Bill Freund (Historiker)
Bill Freund (geboren als William Mark Freund 6. Juli 1944 in Chicago; gestorben 17. August 2020 in Durban) war ein US-amerikanisch-südafrikanischer Wirtschaftshistoriker.

## Leben
William Mark Freunds Eltern Carlo Freund (1902–1989) und Elisabeth Gross (1912–1995) waren 1939 aus Österreich geflohen, nachdem dieses 1938 an das nationalsozialistische Deutsche Reich angeschlossen worden war. Er studierte an der University of Chicago und wurde 1971 an der Yale University mit einer Dissertation über die niederländische Herrschaft in Südafrika in der Zeit der Batavischen Republik promoviert. 
Er fand vorübergehende Beschäftigungen als Dozent an verschiedenen Universitäten und von 1974 bis 1978 an der Ahmadu Bello University in Nigeria. 1981 veröffentlichte er seine Studie Capital and Labour in the Nigerian Tin Mines, angeregt von der Arbeit von Charles van Onselen. Im Jahr 1984 erschien sein Hauptwerk The Making of Contemporary Africa, daraufhin wurde er 1986 Professor für Wirtschaftsgeschichte an der University of Natal (später unter dem Namen Universität von KwaZulu-Natal) in Durban. Er war Mitgründer der Zeitschrift Transformation. In der Zeit des Umbruchs in Südafrika war Freund auch ökonomischer Berater des African National Congress über die einzuschlagende Wirtschaftspolitik. 
Im Jahr 2006 erschien eine Festschrift, und eine Nummer der African Studies wurde seiner Arbeit gewidmet. Seine Autobiographie Bill Freund: An Historian's Passage to Africa erschien postum 2021.

## Schriften (Auswahl)
- Capital and Labour in the Nigerian Tin Mines. Humanities Press, 1981
- The Making of Contemporary Africa: The Development of African Society since 1800. Bloomington: Indiana University Press, 1984
- The African Worker. Cambridge: Cambridge Univ. Press, 1988
- Insiders and Outsiders: The Indian Working Class of Durban, 1910–1990. Portsmouth, NH: Heinemann, 1995
- The African City: A History. Cambridge: Cambridge Univ. Press, 2007
- Twentieth-Century South Africa: A Developmental History. Cambridge: Cambridge University Press, 2018
- Bill Freund: An Historian’s Passage to Africa. Johannesburg: Wits University Press, 2021